# Sylvie Pétiaux
 (février 2022).
Si vous disposez d'ouvrages ou d'articles de référence ou si vous connaissez des sites web de qualité traitant du thème abordé ici, merci de compléter l'article en donnant les références utiles à sa vérifiabilité et en les liant à la section « Notes et références ».
Sylvie Pétiaux, née à Valenciennes (Nord) le 28 novembre 1836 et morte dans le 14e arrondissement de Paris le 23 février 1919, est une féministe et une pacifiste française, première épouse de Camille Flammarion.

## Biographie
Sylvie est la fille de Casimir-Joseph Pétiaux (1807-1883) et Marie-Stéphanie Hugo (1811-1892). Elle se prétendait volontiers de la famille de Victor Hugo, mais il semble que ce soit là une invention. Elle a pour sœur, Zélie-Rosalie Pétiaux (1838-1873), chanteuse lyrique, épouse du comte Mikhaïl Illarionovitch Moussine-Pouchkine (1836-1915) et pour nièce, Olga Illarionova Moussine-Pouchkine (1865-1947), violoniste des théâtres impériaux russes qui sera maître d'une loge martiniste en Russie.

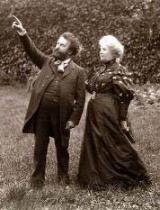
Camille Flammarion et sa première épouse, Sylvie Pétiaux.

Elle se marie en premières noces le 31 décembre 1859 à Paris, avec Esprit Mathieu (1810-1873). En 1874, elle épouse Camille Flammarion avec qui elle entretient une liaison depuis plusieurs années. Il l’emmène en ballon pour leur voyage de noces. 
Sylvie Pétiaux partage le même intérêt pour l'astronomie que son mari. C'est à son initiative que le prix des Dames, récompensant des services éminents rendus à la Société astronomique de France, est établi. Le prix annuel, est décerné en 1897 pour la première fois à Dorothea Klumpke. Très féministe, Sylvie Pétiaux fonde en 1899, l'association pacifiste La paix et le désarmement par les femmes.
Elle meurt de la grippe espagnole à l’âge de 82 ans. Son corps repose depuis le 1er mars 1919, dans le tombeau situé dans le parc de l'observatoire de Juvisy-sur-Orge.